# Spagetti

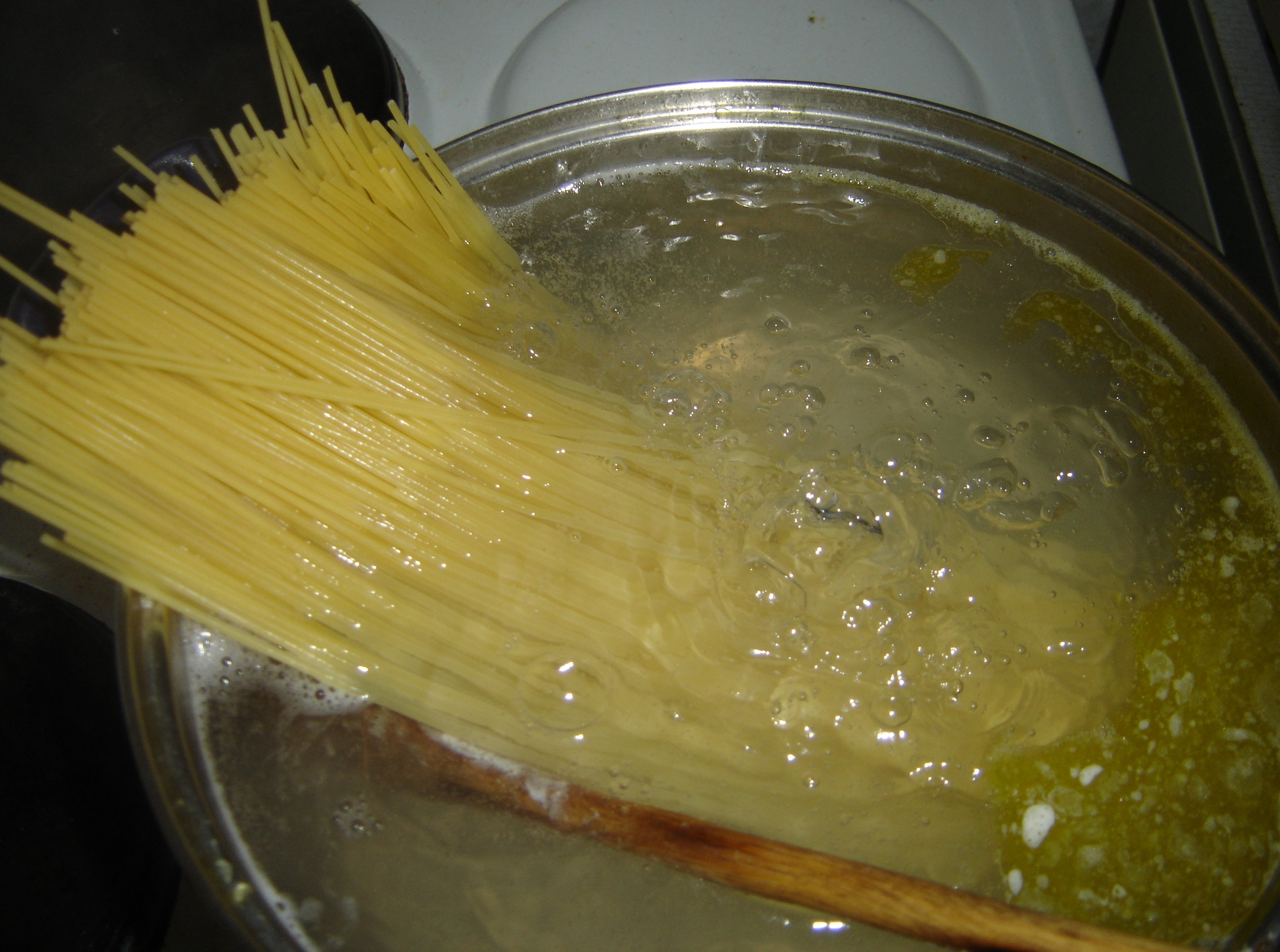
Spagetti som kokas.

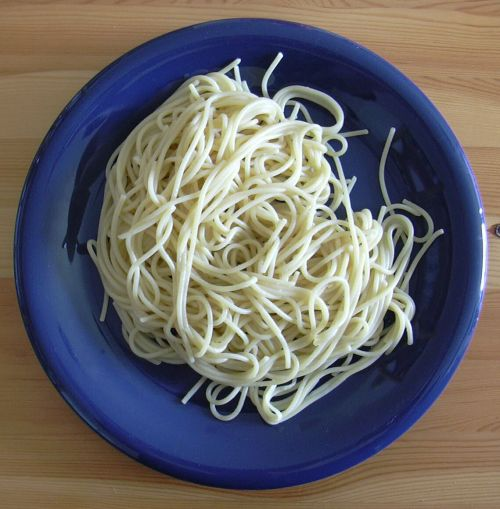
Spagetti efter tillagning.

Spagetti, även stavat spaghetti (som är pluralformen av italienskans spaghetto, "litet snöre", diminutiv av spago, "snöre"), är pasta av mjöl, vatten och ibland även ägg. Den är formad som avlånga trådar/strängar. Spagetti finns i såväl torkad som färsk form och tillagas genom kokning. När spagettin inte är helt genomkokt och har lite större tuggmotstånd kallas det att den är al dente (italienska för "på tanden"). Spagetti kommer från början från Neapel, men är vanlig mat i hela västvärlden.  

## Historia och matkultur
Avlång pasta fanns flera hundra år innan spagetti introducerades. Spagettin lanserades i Neapel och fick sitt namn av Antonio Viviani 1842. Ursprungligen var standardspagettin 50 centimeter lång, men storleken skapade förvaringsproblem och därför kortades den ned till 25 centimeter. I Italien äts spagetti genom att den snurras upp på gaffeln. Vuxna italienare äter inte spagetti med kniv; det anses ohyfsat. Att ta hjälp av en sked kan accepteras i Italien, men många italienare anser att det inte är helt korrekt. Enligt etikettråd hålls gaffeln i höger hand när man äter spagetti, till skillnad från när man äter med gaffel och kniv.
Svenska Akademiens ordlista (SAOL) rekommenderar att spagetti skrivs utan "h". Ordet är belagt i svenska språket sedan 1888 och härstammar från italienskans spaghetti med samma betydelse. I Sverige blev spagetti populärt från 1930-talet när tillverkningen av spagetti var industrialiserad. I Sverige var makaroner ett samlingsnamn för all pasta, åtminstone in på 1960-talet. Från 1930-talet drev Kooperativa Förbundet en kampanj för att introducera en nationell makaronidag, och många av affischerna som användes hade spagettimotiv.

## Varianter och användning
Bandspagetti är en variant av spagetti som är platt. Bandspagetti är även känt under sina italienska namn tagliatelle och fettuccine. Den smalare varianten kallas för linguine.
Det finns även färgad spagetti som har fått sin färg av grönsaker såsom spenat eller tomat.
Spagettin ingår som en viktig del av det italienska köket, med globalt kända rätter som spaghetti bolognese (med köttfärssås) och spaghetti alla carbonara (med rökt sidfläsk, äggula, peppar och gul lök). Andra spagettirätter som ingår i det italienska köket är exempelvis spaghetti aglio e olio (med vitlök och olja) spaghetti alla puttanesca (med tomatsås, vitlök, olivolja, svarta oliver, kapris och oregano), spaghetti alla carrettiera (med olja, vitlök och pecorino) samt spaghetti alle vongole och spaghetti allo scoglio (med musslor). De olika distrikten i Italien har sina respektive specialiteter.
Spagetti serveras även ofta tillsammans med tomatsås. I Sverige är det vanligt med ketchup till spagettin.